# Lithoredo abatanica
Lithoredo abatanica és una espècie de teredínid endèmica del riu Abatan (Filipines). És l'únic membre del seu gènere. Es va descriure per primera vegada a Proceedings of the Royal Society el juny de 2019. Aquesta espècie és inusual perquè, a diferència d'altres teredínids que s'alimenten principalment de fusta, s'alimenta i excreta pedra calcària.